# 안드레이 쿠르듀모프
안드레이 페트로비치 쿠르듀모프(러시아어: Андре́й Петро́вич Курдю́мов, 1972년 3월 23일~)는 카자흐스탄의 전직 축구 선수로 현역 시절 포지션은 미드필더이다.

## 구단 경력
1972년 소련 말기의 카자흐 SSR 카라간다에서 태어났다. 1990년 샤흐타르 카라간디에 입단하여 축구 선수 생활을 시작했다. 이후 올림피야 알마알타, CSKA 알마알타, 몬타즈니크 등의 알마알타를 연고로 한 축구팀에서 활동했다. 
이후 1993년에 다시 샤흐타르 카라간디에 돌아와 3년간 뛰었다. 1997년에 러시아의 최상위 프로 리그인 러시아 프리미어리그의 제니트 상트페테르부르크에 입단하였고 4경기를 뛰었다. 이듬해에 체르노모레츠 노보로시스크로 이적하여 활동하다가 1999년에 은퇴했다.

## 국가대표팀 경력
1994년 4월 11일 카자흐스탄 축구 국가대표팀의 첫 공인 국제 A매치인 타지키스탄과의 타슈켄트 토너먼트 대회 경기를 통해 A매치 데뷔를 이뤘으며 총 10경기에 출전하였다.